# Cairn, le Miroir des eaux
Cairn, le Miroir des eaux est une série de bande dessinée créée par Pierre Dubois (scénario) et Jérôme Lereculey (dessin), éditée en album en 1994 et 1995 par Zenda.

## Synopsis
La Vouivre est une fille de roi exilée injustement, qui se fait abattre au terme d'un combat « héroïque » par un chevalier.

## Style
Le style du dessin de Jérôme Lereculey est plutôt naif et simple, mais la série se révèle noire et cynique, comme la plupart des histoires pour adultes scénarisées par Pierre Dubois.

## Éditions
| Tome | Titre               | Parution chez Zenda | Dessinateur et coloriste                             | ISBN                 |
| ---- | ------------------- | ------------------- | ---------------------------------------------------- | -------------------- |
| 1    | L’Élu des armes     | mai 1994            | Jérôme Lereculey (dessin), Isabelle Merlet (couleur) | (ISBN 2-87687-147-5) |
| 2    | La Voie du guerrier | juillet 1995        | Jérôme Lereculey (dessin), Isabelle Merlet (couleur) | (ISBN 2-7234-1872-3) |